# Alexandre Santos (político)
Alexandre José dos Santos (São Gonçalo, 4 de setembro de 1954) é um empresário e político brasileiro. É casado com Soraya Santos. Atualmente filiado ao Partido Liberal (PL), foi deputado federal pelo Rio de Janeiro entre 1995 e 2015. O político já foi filiado aos seguintes partidos políticos: Partido da Social Democracia Brasileira (PSDB), Progressistas (PP) e Movimento Democrático Brasileiro (MDB). Atualmente é diretor-presidente da Campanha Nacional de Escolas da Comunidade (CNEC).

## Carreira política
Nas eleições de 1994, Alexandre Santos recebeu 40.756 votos como candidato a deputado federal pelo estado do Rio de Janeiro pelo Partido da Social Democracia Brasileira (PSDB), tendo sido eleito para exercer o cargo na 50ª legislatura (1995–1999) da Câmara dos Deputados do Brasil. Para o pleito, realizou a campanha vinculando seu nome a políticos de destaque do município fluminense de Itaboraí, seu reduto eleitoral original. Já nas eleições de 1998, Alexandre foi reeleito deputado federal pelo Rio de Janeiro para a 51ª legislatura (1999–2003) da Câmara dos Deputados. Na ocasião, novamente como candidato pelo PSDB, obteve 103.768 votos, sendo o 9º candidato mais votado para o cargo no estado.
Nas eleições de 2002, o político foi novamente reeleito deputado federal pelo Rio de Janeiro para a 52ª legislatura (2003–2007) da Câmara dos Deputados. Novamente como candidato pelo PSDB, Santos obteve 66.058 votos. Nas eleições de 2006, como candidato pelo Partido do Movimento Democrático Brasileiro (PMDB), Alexandre foi eleito pela quarta vez consecutiva deputado federal pelo Rio de Janeiro com 80.855 votos, conquistando um assento na Câmara dos Deputados para a 53ª legislatura (2007–2011).
Nas eleições de 2010, Alexandre Santos conquistou seu quinto mandato como deputado federal pelo Rio de Janeiro para a 54ª legislatura (2011–2015) da Câmara dos Deputados. Novamente como candidato pelo Partido do Movimento Democrático Brasileiro (PMDB), obteve 72.822 votos. Não tentou se reeleger nas eleições seguintes, optando por apoiar as candidaturas da esposa, Soraya Santos, ao cargo de deputado federal.